# Az Újpest FC 2022–2023-as szezonja
Az Újpest FC a 2022–2023-as szezonban az NB1-ben indult, miután a 2021–2022-es NB1-es szezonban ötödik helyen zárta a bajnokságot.

## Változások a csapat keretében
A vastaggal jelzett játékosok felnőtt válogatottsággal rendelkeznek.

### Érkezők
| Dátum               | Név              | Nemzet           | Poszt       | Kor | Honnan                       | Szerződés megnevezése | Átigazolási időszak | Szerződés vége | Átigazolás összege | Forrás |
| ------------------- | ---------------- | ---------------- | ----------- | --- | ---------------------------- | --------------------- | ------------------- | -------------- | ------------------ | ------ |
| 2022. június 6.     | Vincent Onovo    | nigériai         | középpályás | 26  | Randers FC                   | kölcsön után végleg   | 2022. évi nyári     | 2024           | Nem publikus       | [ 2 ]  |
| 2022. június 23.    | Matija Ljujić    | szerb            | középpályás | 28  | MK Hapóél Haifa              | lejárt a szerződése   | 2022. évi nyári     | Nem publikus   | ingyen             | [ 3 ]  |
| 2022. július 6.     | Szabó Bálint     | magyar           | hátvéd      | 20  | Nyíregyházai Spartacus FC    | átigazolás            | 2022. évi nyári     | Nem publikus   | Nem publikus       | [ 4 ]  |
| 2022. július 27.    | Jack Lahne       | svéd             | csatár      | 20  | Amiens SC                    | kölcsönbe             | 2022. évi nyári     | 2023           | Nem publikus       | [ 5 ]  |
| 2022. július 29.    | Dženan Bureković | bosnyák          | hátvéd      | 27  | Göztepe SK                   | szerződést bontottak  | 2022. évi nyári     | Nem publikus   | ingyen             | [ 6 ]  |
| 2022. augusztus 4.  | Giuseppe Borello | olasz            | csatár      | 23  | FC Crotone                   | lejárt a szerződése   | 2022. évi nyári     | Nem publikus   | ingyen             | [ 7 ]  |
| 2022. augusztus 11. | Csoboth Kevin    | magyar           | csatár      | 22  | MOL Fehérvár FC              | szerződést bontottak  | 2022. évi nyári     | Nem publikus   | ingyen             | [ 8 ]  |
| 2022. augusztus 25. | Fernand Gouré    | elefántcsonparti | csatár      | 20  | KVC Westerlo                 | kölcsönbe             | 2022. évi nyári     | Nem publikus   | Nem publikus       | [ 9 ]  |
| 2022. szeptember 2. | Djordje Nikolić  | szerb            | kapus       | 25  | FC Basel                     | lejárt a szerződése   | 2022. évi nyári     | Nem publikus   | ingyen             | [ 10 ] |
| 2022. október 6.    | Luis Jakobi      | német            | középpályás | 20  | Türkgücü München             | lejárt a szerződése   | 2022. évi nyári     | Nem publikus   | ingyen             | [ 11 ] |
| 2022. november 3.   | Peter Ambrose    | nigériai         | csatár      | 20  | Balıkesirspor Kulübü         | lejárt a szerződése   | 2022. évi nyári     | Nem publikus   | ingyen             | [ 12 ] |
| 2023. január 17.    | Tim Hall         | luxemburgi       | hátvéd      | 25  | Etnikosz Aknasz              | lejárt a szerződése   | 2023. évi téli      | Nem publikus   | ingyen             | [ 13 ] |
| 2023. január 17.    | Ognjen Mudrinski | szerb            | csatár      | 31  | Lamphun Warriors FC          | szerződést bontottak  | 2023. évi téli      | Nem publikus   | ingyen             | [ 14 ] |
| 2023. január 28.    | Jorgosz Anculasz | görög            | hátvéd      | 22  | PAE AGSZ Asztérasz Trípolisz | átigazolás            | 2023. évi téli      | Nem publikus   | Nem publikus       | [ 15 ] |
| 2023. február 28.   | Heinz Mörschel   | német            | középpályás | 25  | SG Dynamo Dresden            | lejárt a szerződése   | 2023. évi téli      | Nem publikus   | ingyen             | [ 16 ] |

### Kölcsönből visszatérők
| Dátum           | Név            | Nemzet           | Poszt  | Kor | Honnan            | Átigazolási időszak | Szerződés vége | Forrás |
| --------------- | -------------- | ---------------- | ------ | --- | ----------------- | ------------------- | -------------- | ------ |
| 2022. július 1. | Junior Tallo   | elefántcsonparti | csatár | 29  | Samsunspor        | 2022. évi nyári     | 2023           |        |
| 2022. július 1. | Mucsányi Márk  | magyar           | csatár | 20  | Szentlőrinc SE    | 2022. évi nyári     | 2023           |        |
| 2022. július 1. | Máté Zsolt     | magyar           | hátvéd | 24  | Tiszakécskei LC   | 2022. évi nyári     | Nem publikus   |        |
| 2023. január 1. | Kovács Dominik | magyar           | hátvéd | 21  | Kazincbarcikai SC | 2023. évi téli      | Nem publikus   | [ 17 ] |

### Távozók
| Dátum               | Név                 | Nemzet            | Poszt       | Kor | Hova                | Szerződés megnevezése | Átigazolási időszak | Szerződés vége | Átigazolás összege | Forrás |
| ------------------- | ------------------- | ----------------- | ----------- | --- | ------------------- | --------------------- | ------------------- | -------------- | ------------------ | ------ |
| 2022. május 28.     | Giorgi Beridze      | grúz              | csatár      | 25  | MKE Ankaragücü      | lejárt a szerződése   | 2022. évi nyári     | 2024           | ingyen             | [ 18 ] |
| 2022. július 1.     | Budu Zivzivadze     | grúz              | csatár      | 28  | MOL Fehérvár FC     | kölcsönből vissza     | 2022. évi nyári     | 2023           | –                  | [ 19 ] |
| 2022. június 23.    | Fernando Viana      | brazil            | csatár      | 30  | Criciúma EC         | szerződést bontottak  | 2022. évi nyári     | Nem publikus   | ingyen             | [ 20 ] |
| 2022. június 23.    | Nikola Mitrovic     | szerb             | középpályás | 35  | Budapest Honvéd FC  | lejárt a szerződése   | 2022. évi nyári     | 2023           | ingyen             | [ 21 ] |
| 2022. június 23.    | Szakály Péter       | magyar            | középpályás | 35  | klub nélküli        | lejárt a szerződése   | 2022. évi nyári     | –              | –                  | [ 22 ] |
| 2022. június 23.    | Jorgosz Kutrumpisz  | görög             | hátvéd      | 31  | Bandirmaspor        | lejárt a szerződése   | 2022. évi nyári     | 2024           | ingyen             | [ 23 ] |
| 2022. július 4.     | Kádár Tamás         | magyar            | hátvéd      | 32  | Paksi FC            | lejárt a szerződése   | 2022. évi nyári     | Nem publikus   | ingyen             | [ 24 ] |
| 2022. július 6.     | Máté Zsolt          | magyar            | hátvéd      | 24  | Tiszakécskei LC     | kölcsönbe             | 2022. évi nyári     | 2023           | –                  | [ 25 ] |
| 2022. július 22.    | Kálnoki-Kis Zsombor | magyar            | csatár      | 20  | Kazincbarcikai SC   | kölcsönbe             | 2022. évi nyári     | 2023           | –                  | [ 26 ] |
| 2022. augusztus 1.  | Mory Kone           | elefántcsontparti | csatár      | 27  | Tuzlaspor           | szerződést bontottak  | 2022. évi nyári     | 2023           | ingyen             | [ 27 ] |
| 2022. augusztus 11. | Abdoulaye Yahaya    | kameruni          | csatár      | 20  | Tuzlaspor           | szerződést bontottak  | 2022. évi nyári     | 2025           | ingyen             | [ 27 ] |
| 2023. január 1.     | Miroslav Bjeloš     | szerb             | középpályás | 32  | FK Mladost Novi Sad | szerződést bontottak  | 2023. évi téli      | –              | ingyen             | [ 28 ] |
| 2023. január 12.    | Junior Tallo        | elefántcsontparti | csatár      | 30  | FC Botoșani         | szerződést bontottak  | 2023. évi téli      | –              | ingyen             | [ 29 ] |
| 2023. január 21.    | Ognjen Radošević    | szerb             | középpályás | 19  | Szentlőrinc SE      | kölcsönbe             | 2023. évi téli      | 2023           | –                  | [ 30 ] |
| 2023. február 1.    | Dženan Bureković    | bosnyák           | hátvéd      | 27  | FK Spartak Subotica | kölcsönbe             | 2023. évi téli      | 2023           | –                  | [ 31 ] |
| 2023. február 9.    | Märten Kuusk        | észt              | hátvéd      | 26  | FC Flora            | kölcsönbe             | 2023. évi téli      | 2023           | –                  | [ 32 ] |
| 2023. február 11.   | Matija Ljujić       | szerb             | középpályás | 29  | Sabail FK           | kölcsönbe             | 2023. évi téli      | 2023           | –                  | [ 33 ] |
| 2023. február 12.   | Jack Lahne          | svéd              | csatár      | 21  | Amiens SC           | kölcsönből vissza     | 2023. évi téli      | Nem publikus   | –                  | –      |
| 2023. február 14.   | Csongvai Áron       | magyar            | középpályás | 22  | MOL Fehérvár FC     | átigazolás            | 2023. évi téli      | 2026           | –                  | [ 34 ] |
| 2023. február 14.   | Katona Mátyás       | magyar            | középpályás | 23  | MOL Fehérvár FC     | átigazolás            | 2023. évi téli      | 2026           | –                  | [ 35 ] |

## Játékoskeret
Utolsó módosítás: 2023. május 15.
A vastaggal jelzett játékosok felnőtt válogatottsággal rendelkeznek.
A dőlttel jelzett játékosok kölcsönben szerepelnek a klubnál.
*A második csapatban is pályára lépő játékos.
Az érték oszlopban szereplő , , és = jelek azt mutatják, hogy a Transfermarkt legutóbbi adatfrissítése előtti állapothoz képest mennyit  nőtt, csökkent a játékos értéke, vagy ha nem változott, akkor azt az = jel mutatja.
| Mezszám                | Név                | Nemzetiség                  | Születési hely       | Születési idő (kor)            | Korábbi csapat               | Érték (€)          | Szerződés lejárta |
| Kapusok                | Kapusok            | Kapusok                     | Kapusok              | Kapusok                        | Kapusok                      | Kapusok            | Kapusok           |
| ---------------------- | ------------------ | --------------------------- | -------------------- | ------------------------------ | ---------------------------- | ------------------ | ----------------- |
| 1                      | Filip Pajović*     | szerb                       | Nagybecskerek        | 1993. július 30. (31 éves)     | FK Čukarički                 | 100 000 ( 50 000)  | 2023.06.30.       |
| 13                     | Đorđe Nikolić      | szerb                       | Belgrád              | 1997. április 13. (28 éves)    | FC Basel                     | 300 000 (=)        | Nem publikus      |
| 23                     | Banai Dávid        | magyar                      | Budapest             | 1994. május 9. (31 éves)       | Utánpótlásból került fel     | 250 000 (=)        | 2023.06.30.       |
| 99                     | Hámori Tamás*      | magyar                      | Budapest             | 2002. szeptember 21. (22 éves) | Utánpótlásból került fel     | 25 000 ( 25 000)   | Nem publikus      |
| Védők                  |                    |                             |                      |                                |                              |                    |                   |
| 2                      | Lirim Kastrati     | KOS · albán                 | Mališevo             | 1999. február 2. (26 éves)     | Bologna FC U19               | 300 000 ( 100 000) | 2024.06.30.       |
| 3                      | Fehér Csanád*      | magyar                      | Szolnok              | 2002. június 13. (23 éves)     | Utánpótlásból került fel     | 50 000 (=)         | 2024.06.30.       |
| 4                      | Abdoulaye Diaby    | MLI                         | Mali                 | 2000. július 4. (25 éves)      | Royal Antwerp FC U21         | 350 000 ( 50 000)  | Nem publikus      |
| 11                     | Nemanja Antonov    | szerb                       | Pancsova             | 1995. május 6. (30 éves)       | Royal Excel Mouscron         | 400 000 ( 50 000)  | 2023.06.30.       |
| 12                     | Kovács Dominik*    | magyar                      | Budapest             | 2001. február 18. (24 éves)    | Utánpótlásból került fel     | 50 000 (=)         | Nem publikus      |
| 25                     | Eckl Patrik*       | magyar                      | Budapest             | 2001. szeptember 21. (23 éves) | Utánpótlásból került fel     | 25 000 ( 25 000)   | Nem publikus      |
| 34                     | Tim Hall           | Luxemburg                   | Esch-sur-Alzette     | 1997. április 15. (28 éves)    | Etnikosz Aknasz              | 200 000 (=)        | Nem publikus      |
| 44                     | Jorgosz Anculasz   | GRE                         | Trípoli              | 2000. február 4. (25 éves)     | PAE AGSZ Asztérasz Trípolisz | 300 000 (=)        | Nem publikus      |
| 49                     | Branko Pauljević   | szerb · magyar              | Fehértemplom         | 1989. június 12. (36 éves)     | Puskás Akadémia FC           | 200 000 (=)        | Nem publikus      |
| Középpályások          |                    |                             |                      |                                |                              |                    |                   |
| 5                      | Petrus Boumal      | CMR · francia               | Yaoundé              | 1993. április 20. (32 éves)    | FK Volga Nyizsnyij Novgorod  | 300 000 (=)        | Nem publikus      |
| 6                      | Luca Mack          | GER                         | Bietigheim-Bissingen | 2000. május 25. (25 éves)      | VfB Stuttgart                | 250 000 ( 50 000)  | Nem publikus      |
| 8                      | Heinz Mörschel     | Dominikai Köztársaság · GER | Santo Domingo        | 1997. augusztus 24. (27 éves)  | SG Dynamo Dresden            | 300 000 ( 100 000) | Nem publikus      |
| 10                     | Yohan Croizet      | francia                     | Sarrebourg           | 1992. február 15. (33 éves)    | Oud-Heverlee Leuven          | 450 000 ( 50 000)  | Nem publikus      |
| 18                     | Szabó Bálint       | magyar                      | Nyíregyháza          | 2002. február 18. (23 éves)    | Nyíregyháza Spartacus FC     | 250 000 ( 125 000) | Nem publikus      |
| 21                     | Varga Balázs       | magyar                      | Baja                 | 2003. október 23. (21 éves)    | Utánpótlásból került fel     | 125 000 ( 125 000) | Nem publikus      |
| 29                     | Vincent Onovo      | NGR                         | Agbani               | 1995. december 10. (29 éves)   | Randers FC                   | 400 000 (=)        | 2024.06.30.       |
| 39                     | Luis Jakobi        | GER                         | Lautzenhausen        | 2001. december 15. (23 éves)   | Türkgücü München             | 225 000 ( 100 000) | Nem publikus      |
| 45                     | Sztefan Jevtoszki* | macedón                     | Szkopje              | 1997. szeptember 2. (27 éves)  | FK Rabotnicski               | 125 000 (=)        | 2024.06.30.       |
| Támadók                |                    |                             |                      |                                |                              |                    |                   |
| 7                      | Simon Krisztián    | magyar                      | Budapest             | 1991. június 10. (34 éves)     | TSV 1860 München             | 200 000 (=)        | Nem publikus      |
| 19                     | Fernand Gouré      | CIV                         | Yamoussoukro         | 2002. április 12. (23 éves)    | KVC Wasterlo                 | 250 000 ( 50 000)  | 2023. 06. 30.     |
| 32                     | Peter Ambrose      | NGR                         | –                    | 2002. június 10. (23 éves)     | Balıkesirspor Kulübü         | 100 000 (=)        | Nem publikus      |
| 33                     | Mucsányi Márk*     | magyar                      | –                    | 2001. november 16. (23 éves)   | Utánpótlásból került fel     | 50 000 (=)         | 2023.06.30.       |
| 77                     | Csoboth Kevin      | HUN                         | Pécs                 | 2000. június 20. (25 éves)     | MOL Fehérvár                 | 350 000 ( 150 000) | Nem publikus      |
| 82                     | Giuseppe Borello   | ITA                         | Catanzaro            | 1999. április 28. (26 éves)    | FC Crotone                   | 175 000 ( 25 000)  | Nem publikus      |
| 91                     | Ognjen Mudrinski   | szerb                       | Szenttamás           | 1991. november 15. (33 éves)   | Lamphun Warriors FC          | 500 000 (=)        | Nem publikus      |
| Kölcsönadott játékosok |                    |                             |                      |                                |                              |                    |                   |
| Név                    | Poszt              | Nemzetiség                  | Születési hely       | Születési idő                  | Kölcsönben itt               | Érték (€)          | Kölcsön lejárta   |
| Máté Zsolt             | védő               | magyar                      | Szabadszállás        | 1997. szeptember 14. (27 éves) | Tiszakécskei LC              | 125 000            | 2023.06.30.       |
| Kálnoki-Kis Zsombor    | támadó             | magyar                      | Budapest             | 2001. szeptember 23. (23 éves) | Kazincbarcikai SC            | 10 000             | 2023.06.30.       |
| Ognjen Radošević       | középpályás        | szerb                       | Szabadka             | 2003. augusztus 1. (21 éves)   | Szentlőrinc SE               | -                  | 2023.06.30.       |
| Dženan Bureković       | védő               | bosnyák                     | Zenica               | 1995. május 29. (30 éves)      | FK Spartak Subotica          | 150 000            | 2023.06.30.       |
| Märten Kuusk           | védő               | EST                         | Tallinn              | 1996. április 5. (29 éves)     | FC Flora                     | 300 000            | 2023.06.30.       |
| Matija Ljujić          | középpályás        | szerb                       | Prijepolje           | 1993. október 28. (31 éves)    | Sabail FK                    | 275 000            | 2023.06.30.       |

## Klubvezetés és szakmai stáb
| Elnök                            | Roderick Duchâtelet | Vezetőedző        | Nebojša Vignjević  |
| Ügyvezető igazgató               | Berta Csaba         | Másodedző         | Víg Péter          |
| Sales munkatárs                  | Adorján-Tóth Péter  | Másodedző         | Víg Péter          |
| Szervezés és marketing           | Sajni Zóra Anna     | Erőnléti edző     | Miloš Bogićević    |
| Sportkoordinátor                 | Kabát Péter         | Kapusedző         | Andrusch József    |
| Catering vezető / Szervezés      | Meszesán Tamás      | Orvos             | Dr. Kollár Iván    |
| Pénzügyi és számviteli munkatárs | Csapó Alexandra     | Fizioterapeuta    | Aleksandar Jovetic |
| Kommunikációs vezető             | Galambos Alexandra  | Fizioterapeuta    | Zarko Milovanovic  |
| Első csapat technikai vezető     | Zsitva Babett       | Masszőr           | Kádár József       |
| Utánpótlás technikai vezető      | Magyari Balázs      | Masszőr           | Hénap Kálmán       |
| Utánpótlás operatív igazgató     | Víg Péter           | Sportpszichológus | Bóna Krisztina     |
| Utánpótlás szakmai igazgató      | Szabó György        | Szertáros         | Király Gergő       |

## Statisztikák

### Góllövőlista

#### Bajnokság
| Helyezés | Játékos              | Lőtt gólok |
| 1.       | Fernand Gouré        | 8          |
| 2.       | Csoboth Kevin        | 5          |
| 2.       | Simon Krisztián      | 5          |
| 3.       | Abdoulaye Diaby      | 4          |
| 4.       | Ognjen Mudrinski     | 3          |
| 4.       | Nemanja Antonov      | 3          |
| 5.       | Katona Mátyás        | 2          |
| 5.       | Varga Balázs         | 2          |
| 5.       | Heinz Mörschel       | 2          |
| 6.       | Junior Tallo         | 1          |
| 6.       | Branko Pauljević     | 1          |
| 6.       | Csongvai Áron        | 1          |
| 6.       | Szabó Bálint         | 1          |
| 6.       | Peter Ambrose        | 1          |
| 6.       | Lirim Kastrati       | 1          |
| 6.       | Georgiosz Antzoulasz | 1          |

#### Öngólok (bajnokság)
| Helyezés | Játékos          | Öngólok |
| 1.       | Tim Hall         | 1       |
| 1.       | Branko Pauljević | 1       |
| 1.       | Jorgosz Anculasz | 1       |

#### Gólpasszok
Az adatok a Transfermarkt számításait tartalmazzák, így megeshet, hogy ezek nem pontos információk.
| Helyezés | Játékos           | Gólpasszok |
| 1.       | Csoboth Kevin     | 6          |
| 2.       | Nemanja Antonov   | 5          |
| 3.       | Branko Pauljević  | 2          |
| 3.       | Szabó Bálint      | 2          |
| 3.       | Giuseppe Borello  | 2          |
| 3.       | Simon Krisztián   | 2          |
| 3.       | Luis Jakobi       | 2          |
| 3.       | Abdoulaye Diaby   | 2          |
| 3.       | Fernand Gouré     | 2          |
| 3.       | Petrus Boumal     | 2          |
| 4.       | Matija Ljujić     | 1          |
| 4.       | Katona Mátyás     | 1          |
| 4.       | Csongvai Áron     | 1          |
| 4.       | Luca Mack         | 1          |
| 4.       | Ognjen Mudrinski  | 1          |
| 4.       | Vincent Onovo     | 1          |
| 4.       | Đorđe Nikolić     | 1          |
| 4.       | Heinz Mörschel    | 1          |
| 4.       | Varga Balázs      | 1          |
| 4.       | Sztefan Jevtoszki | 1          |

#### Piroslapok
| Helyezés | Játékos          | Piroslap |
| 1.       | Csoboth Kevin    | 1        |
| 1.       | Đorđe Nikolić    | 1        |
| 1.       | Hámori Tamás     | 1        |
| 1.       | Miloš Kruščić    | 1        |
| 1.       | Jorgosz Anculasz | 1        |

#### Mesterhármasok
| Játékos       | Dátum            | Kiírás          | Ellenfél |
| Csoboth Kevin | 2023. április 1. | NB1 25. Forduló | ZTE      |

### UEFA együtthatók
Szezonvégi adat 
| Klub               | Helyezés |
| Puskás Akadémia FC | 298.     |
| Újpest FC          | 299.     |
| Debreceni VSC      | 300.     |

## Mezek
| Hazai | Vendég |

Szerelés gyártója: Puma
Mezszponzor: Tippmix, 101 EV PARK, 11TeamSports

## Felkészülési mérkőzések

### Nyári
| 2022. június 25. 16:00 |

| Újpest FC       | 1-1               | FC STK 1914 Somorja |
| --------------- | ----------------- | ------------------- |
| Miroslav Bjeloš | (1-1) Jegyzőkönyv | Csóka Bálint        |

| Fővárosi Vízművek Sporttelep, Budapest Nézőszám: Zárt kapus |

- Újpest: Első félidő: Banai ( Hámori') – Kovács – Kuusk – Máté – Antonov – Onovo – Mack – Simon – Katona – Bjelos – Kone. Második félidő: Hámori ( Pajovics') – Fehér – Kádár – Diaby – Pauljevics – Boumal – Jevtovszki ( Radosevics') – Croizet – Ljujics – Yahaya ( Kálnoki-Kis') – Tallo ( Mucsányi'). Vezetőedző: Milos Kruscsics

| 2022. július 2. 11:00 |

| MTK Budapest FC                     | 2-6               | Újpest FC                                                                                     |
| ----------------------------------- | ----------------- | --------------------------------------------------------------------------------------------- |
| Bognár István 45' Kovács Mátyás 71' | (1-3) Jegyzőkönyv | Yohan Croizet 13' Junior Tallo 30' 44' (11-esből) Miroslav Bjeloš 78' 82' Nemanja Antonov 86' |

| Hidegkuti Nándor Stadion, Budapest |

- MTK: Balázs ( Csenterics 46') – Miknyóczki ( Szépe 60'), Varju ( Kovács Mátyás 71'), Nagy Zsombor, Medgyes – Lehoczky ( Horváth A. 60'), Kata, Bognár – Németh, Futács ( Barkóczi 68'), Kovács Máté ( Mezei 60'). Szakmai igazgató: Bognár György
- Újpest: Pajovic – Pauljevic, Csongvai, Diaby, Fehér – Mack, Ljujic, Boumal – Yahaya, Tallo, Croizet. Vezetőedző: Milos Kruscsics

| 2022. július 8. 18:00 |

| SV Ried                       | 2-4               | Újpest FC                                                        |
| ----------------------------- | ----------------- | ---------------------------------------------------------------- |
| Weissmeier 5' Stefan Nutz 53' | (1-2) Jegyzőkönyv | Miroslav Bjeloš 44' 45' Abdoulaye Yahaya 73' Abdoulaye Diaby 90' |

| Josko Aréna, Ried im Innkreis (Ausztria) |

- Újpest: Banai ( Pajovics 60') – Pauljevics ( Kastrati 55'), Csongvai ( Fehér 85'), Kuusk ( Diaby 55'), Antonov ( Szabó B. 80') – Boumal ( Jevtovszki 85'), Bjelos ( Radosevics 85'), Ljujics ( Mack 55'), Croizet ( Simon 60'), Katona M. ( Yahaya 55') – Tallo ( Kone 60'). Vezetőedző: Milos Kruscsics

| 2022. július 12. 17:30 |

| Újpest FC | 0-1               | Bohemians Praha 1905 |
| --------- | ----------------- | -------------------- |
|           | (0-1) Jegyzőkönyv | Jan Kovarik 8'       |

| Ausztria |

- Újpest: Pajovics – Kastrati ( Pauljevics'), Diaby, Kuusk, Antonov – Boumal ( Radosevics'), Mack ( Csongvai'), Croizet ( Szabó B.'), Ljujic ( Simon') Katona ( Yahaya') – Kone ( Bjelos'). Vezetőedző: Milos Kruscsics

| 2022. július 12. 17:30 |

| FC Slovan Liberec | 0-0               | Újpest FC |
| ----------------- | ----------------- | --------- |
|                   | (0-0) Jegyzőkönyv |           |

| Ausztria |

- Újpest: Banai ( Pajovics') – Pauljevic ( Simon'), Diaby, Kuusk, Antonov – Onovo ( Radosevics'), Mack, Ljujics ( Kastrati'), Bjelos ( Kovács D.'), Katona (Yahaya ( Szabó B.') – Tallo ( Kone'). Vezetőedző: Milos Kruscsics

| 2022. július 23. 18:00 |

| Újpest FC         | 1-1               | Szentlőrinc SE              |
| ----------------- | ----------------- | --------------------------- |
| Katona Mátyás 69' | (0-0) Jegyzőkönyv | Rétyi Róbert 50' (11-esből) |

| Szusza Ferenc Stadion, Budapest |

- Újpest: Banai – Pauljevic ( Kastrati 70'), Diaby, Kuusk, Antonov – Onovo ( Szabó B. 77'), Boumal (  Mack 70'), Ljujic, – Katona ( Radosevics 86'), Bjelos, Simon ( Yahaya 81'). Vezetőedző: Milos Kruscsics

### Téli
| 2022. december 30. - |

| Újpest FC | 0-1               | Debreceni VSC |
| --------- | ----------------- | ------------- |
|           | (0-1) Jegyzőkönyv | Sós Bence 14' |

| Tábor utcai sporttelep, Budapest Nézőszám: 50 |

- Újpest: Banai – Szabó B., Csongvai, Hall, Antonov – Mack, Onovo – Simon K., Katona M., Csoboth – Ambrose Vezetőedző: Milos Kruscsics
- Debrecen: Megyeri – Kusnyír, Deslandes, Lagator, Ferenczi – Varga J., Manrique – Bévárdi, Dzsudzsák, Sós – Dorian Babunszki Vezetőedző: Szrdjan Blagojevics

| 2023. január 6. 13:30 |

| Sakaryaspor | 1-1               | Újpest FC           |
| ----------- | ----------------- | ------------------- |
| - 13'       | (1-1) Jegyzőkönyv | Simon Krisztián 18' |

| Antalya (Törökország) |

- Újpest: Banai ( Hámori') – Kastrati, Hall, Csongvai ( Kuusk'), Szabó B. ( Lahne') – Jakobi ( Varga B.'), Boumal ( Jevtoski') – Simon K. ( Borello'),Katona M., Lahne ( Pauljevics') – Ambrose ( Gouré') Vezetőedző: Milos Kruscsics

| 2023. január 10. 13:00 |

| Újpest FC        | 1-1               | WKS Śląsk Wrocław |
| ---------------- | ----------------- | ----------------- |
| Varga Balázs 75' | (0-1) Jegyzőkönyv | Erik Expósito 21' |

| Antalya (Törökország) |

- Újpest: Nikolics ( Banai 46') – Szabó B., Csongvai, Hall, Pauljevic ( Varga B. 46') – Jakobi, Boumal ( Jevtoski 46') – Borello, Katona, Simon K. – Ambrose ( Gouré 46') Vezetőedző: Milos Kruscsics
- Wrocław: Szromnik – Bejger, Poprawa, Verdasca, Janasik – Yeboah, Olsen, Bukowski, Nahuel Leiva, Jastrzembski – Exposito Vezetőedző: Ivan Đurđević

| 2023. január 13. 13:00 |

| Újpest FC                               | 3-1               | FK Spartak Subotica |
| --------------------------------------- | ----------------- | ------------------- |
| Luis Jakobi 67, 80' Nemanja Antonov 85' | (0-1) Jegyzőkönyv | Nikola Srećković    |

| Antalya (Törökország) |

- Újpest: Nikolics – Pauljevic, Csongvai, Hall, Kuusk – Jakobi, Jevtoski, Katona M., Simon K., Borello – Gouré Vezetőedző: Milos Kruscsics

| 2023. január 21. 14:30 |

| Újpest FC        | 1-1               | FK Železiarne Podbrezová |
| ---------------- | ----------------- | ------------------------ |
| Katona Mátyás 2' | (1-0) Jegyzőkönyv | Marek Kuzma              |

| Tábor utcai sporttelep, Budapest Nézőszám: Zárt kapus |

- Újpest: Banai – Pauljevic, Csongvai, Hall, Antonov – Mack, Jakobi, Katona, Csoboth, Simon K. – Mudrinski Vezetőedző: Milos Kruscsics

### Válogatott szüneti
| 2022. szeptember 24. 13:00 |

| Újpest FC                                                                           | 5-0               | FK Brodarac |
| ----------------------------------------------------------------------------------- | ----------------- | ----------- |
| Fernand Gouré 29, 45' Katona Mátyás 43' Jack Lahne 53' Matija Ljujić 62' (11-esből) | (3-0) Jegyzőkönyv |             |

| Szusza Ferenc Stadion, Budapest Nézőszám: Zárt kapus |

| 2023. március 25. 12:00 |

| Újpest FC | 2-1   | Komáromi FC        |
| --------- | ----- | ------------------ |
| -         | (0-1) | Pastorek József 3' |

| Tábor utcai sporttelep, Budapest Nézőszám: Zárt kapus |

- Újpest: Nikolics – Pauljevic, Kovács, Anzoulasz, Diaby – Onovo, Mucsányi, Boumal, Croizet, Varga B. – Ambrose Vezetőedző: Nebojsa Vignjevics
- Komárom: Breda – Smehyl, Simko, Szőcs – Horodnik, Pastorek, Németh, Stepanovsky – Druga, Ozvolda, Antal Vezetőedző: Radványi Miklós

## OTP Bank Liga
| Hely. | Csapat               | M  | Gy | D  | V  | G+ | G– | Gk  | P  | Továbbjutás vagy kiesés                       |
| ----- | -------------------- | -- | -- | -- | -- | -- | -- | --- | -- | --------------------------------------------- |
| 1.    | Ferencváros B        | 33 | 19 | 6  | 8  | 62 | 33 | +29 | 63 | UEFA Bajnokok Ligája, 1. selejtezőkör         |
| 2.    | Kecskemét Ú          | 33 | 15 | 12 | 6  | 48 | 32 | +16 | 57 | UEFA Európa Konferencia Liga, 2. selejtezőkör |
| 3.    | Debrecen             | 33 | 15 | 9  | 9  | 52 | 39 | +13 | 54 | UEFA Európa Konferencia Liga, 2. selejtezőkör |
| 4.    | Puskás Akadémia      | 33 | 14 | 11 | 8  | 48 | 42 | +6  | 53 |                                               |
| 5.    | Paks                 | 33 | 14 | 7  | 12 | 57 | 57 | 0   | 49 |                                               |
| 6.    | Kisvárda Master Good | 33 | 10 | 13 | 10 | 43 | 49 | −6  | 43 |                                               |
| 7.    | Mezőkövesd           | 33 | 11 | 9  | 13 | 40 | 43 | −3  | 42 |                                               |
| 8.    | Újpest               | 33 | 11 | 8  | 14 | 42 | 55 | −13 | 41 |                                               |
| 9.    | Zalaegerszeg KGY     | 33 | 10 | 9  | 14 | 37 | 43 | −6  | 39 | UEFA Európa Konferencia Liga, 2. selejtezőkör |
| 10.   | MOL Fehérvár         | 33 | 8  | 11 | 14 | 38 | 43 | −5  | 35 |                                               |
| 11.   | Budapest Honvéd      | 33 | 8  | 9  | 16 | 34 | 51 | −17 | 33 | NB II                                         |
| 12.   | Vasas Ú              | 33 | 4  | 14 | 15 | 29 | 43 | −14 | 26 | NB II                                         |

### Mérkőzések

#### Őszi szezon
| 2022. július 30. 20:00 1. forduló |

| Újpest FC         | 1-1               | Mezőkövesd Zsóry FC |
| ----------------- | ----------------- | ------------------- |
| Katona Mátyás 35' | (1-0) Jegyzőkönyv | Marin Jurina 65'    |

| Szusza Ferenc Stadion, Budapest Nézőszám: 3023 Játékvezető: Pintér Csaba |

- Újpest: Banai – Csongvai, Diaby, Kuusk – Pauljevics, Mack ( Kastrati 70'), Onovo, Antonov – Ljujics ( Koné 80'), Bjelos, Katona M. ( Simon 87'). Vezetőedző: Milos Kruscsics
- Mezőkövesd: Tordai – Kállai K. ( Kis 62'), Schmiedl, Karnyicki, Bobál D., Vajda – Cseke, Nagy G. ( Madarász 90+3'), Cseri ( Besirovic 62') – Molnár G. ( Drazsics 46'), Jurina ( Szelmani 87'). Vezetőedző: Supka Attila

| 2022. augusztus 7. 17:45 2. forduló |

| Puskás Akadémia FC                   | 2-0               | Újpest FC |
| ------------------------------------ | ----------------- | --------- |
| Marius Corbu 37,52' Skribek Alen 64′ | (1-0) Jegyzőkönyv |           |

| Pancho Aréna, Felcsút Nézőszám: 2000 Játékvezető: Bognár Tamás |

- Felcsút: Tóth B. – Mezgrani, Batik, Stronati, Komáromi, – Kiss T., van Nieff, Baluta ( Major 85') – Skribek, Zahedi ( Bakti 68'), Corbu Vezetőedző: Hornyák Zsolt
- Újpest: Banai - Csongvai, Diaby, Kuusk – Pauljevic ( Borello 70'), Onovo, ( Lahne'), Ljujic, Boumal ( Mack 70'), Antonov  – Katona, Bjelos ( Szabó B. 90') Vezetőedző: Milos Kruscsics

| 2022. augusztus 13. 20:15 3. forduló |

| Újpest FC          | 1-1               | Zalaegerszegi TE FC |
| ------------------ | ----------------- | ------------------- |
| Junior Tallo 90+3' | (0-1) Jegyzőkönyv | Németh Dániel 32'   |

| Szusza Ferenc Stadion, Budapest Nézőszám: 3219 Játékvezető: Vad II István |

- Újpest: Banai - Pauljevic, ( Simon K. 66' ), Diaby, Csongvai, Kuusk ( Bjelos '), Antonov – Ljujic ( Borello 78'), Onovo, Boumal – Lahne ( Junior Tallo 66'), Katona M. Vezetőedző: Milos Kruscsics
- ZTE: Demjén – Gergényi, Mocsi, Kálnoki-Kis, Bedi – Ubochioma ( Carioca 55'), Sankovic, Tajti, Májer ( Mim 55 ; Kovács 80') – Szalay ( Huszti'), Németh D. ( Manzinga') Vezetőedző:  Ricardo Moniz

| 2022. augusztus 26. 20:00 5. forduló |

| Újpest FC                             | 2-3               | Paksi FC                                                           |
| ------------------------------------- | ----------------- | ------------------------------------------------------------------ |
| Abdoulaye Diaby 66' Fernand Gouré 76' | (0-1) Jegyzőkönyv | Windecker József 7' Varga Barnabás 51' (11-esből) Papp Kristóf 56' |

| Szusza Ferenc Stadion, Budapest Nézőszám: 2596 Játékvezető: Káprály Mihály |

- Újpest: Banai -  Pauljevic ( Gouré 75'), Diaby, Csongvai, Antonov – Boumal ( Simon K. 62'), Ljujic ( Csoboth 85'), Onovo – Borello ( Bjelos 62'), Tallo, Katona M. ( Lahne 46') Vezetőedző: Milos Kruscsics
- Paks: Nagy G ( Rácz G. 46'). - Vas ( Osváth 81'), Lenzsér, Kádár, Szabó J. – Windecker, Sajbán, Haraszti ( Gyurkits 62') – Papp, Szabó ( Bőle 68'), Varga Vezetőedző: Waltner Róbert

| 2022. szeptember 1. 19:00 6. forduló |

| Honvéd FC | 0-0               | Újpest FC |
| --------- | ----------------- | --------- |
|           | (0-0) Jegyzőkönyv |           |

| Bozsik Aréna, Budapest Nézőszám: 4085 Játékvezető: Berke Balázs |

- Honvéd: Szappanos – Doka, Prenga, Cirkovic, Tamás K. – Bocskay, Mitrovic ( Jónsson 55'), Gomis – Ennin ( Samperio 66'), Lukic, Kocsis ( Zsótér 55') Vezetőedző: Tam Courts
- Újpest: Banai – Pauljevic, Csongvai, Diaby, Kuusk, Antonov – Kastrati, Onovo, Ljujic ( Boumal 73') – Tallo, ( Bjelos 96'), Gouré ( Katona M. 73') Vezetőedző: Milos Kruscsics

| 2022. szeptember 4. 17:30 7. forduló |

| Újpest FC | 0-6               | Ferencvárosi TC                                                                                             |
| --------- | ----------------- | --- |
|           | (0-4) Jegyzőkönyv | Kristoffer Zachariassen 9' Franck Boli 24, 45' (11-esből) Adama Traoré 32' Carlos Auzqui 67' Ryan Mmaee 89' |

| Szusza Ferenc Stadion, Budapest Nézőszám: 6980 Játékvezető: Bognár Tamás |

- Újpest: Pajovics – Pauljevic ( Borello'), Kastrati ( Bjelos 19'), Diaby, Kuusk, Antonov – Csongvai, Boumal ( Lahne 80'), Onovo – Ljujic ( Gouré'), Tallo ( Katona M. 81') Vezetőedző: Milos Kruscsics
- Ferencváros: Dibusz – Wingo, S. Mmaee, Kovacevic, Civic – Laioduni ( Besic 58'), Vécsei – Zachariassen ( Auzqui'), Mercier ( Gojak'), Traoré ( Tokmac 58') – Boli ( R. Mmaee 72') Vezetőedző: Sztanyiszlav Csercseszov

| 2022. szeptember 11. 20:00 8. forduló |

| Újpest FC                             | 2-1               | Vasas SC           |
| ------------------------------------- | ----------------- | ------------------ |
| Katona Mátyás 11' Abdoulaye Diaby 69' | (1-1) Jegyzőkönyv | Holender Filip 20' |

| Szusza Ferenc Stadion, Budapest Nézőszám: 2444 Játékvezető: Karakó Ferenc |

- Újpest: Nikolics – Szabó B. Csongvai, Diaby, Antonov – Mack, Boumal ( Onovo 29'), Csoboth, Katona M., Simon K. ( Lahne 73'), – Gouré ( Tallo 60') Vezetőedző: Milos Kruscsics
- Vasas: Jova – Baráth ( Litauszki 69'), Otigba, Iyinbor, Hinora – Pátkai, Berecz, Hidi ( Radó 77'), Silye – Holender, Novothny ( Géresi 86') Vezetőedző: Kondás Elemér

| 2022. október 1. 14:30 9. forduló |

| Újpest FC                                                      | 4-0               | Kisvárda FC                           |
| -------------------------------------------------------------- | ----------------- | ------------------------------------- |
| Milos Vranjanin 31' Fernand Gouré 36,45+1' Simon Krisztián 68' | (3-0) Jegyzőkönyv | Dominik Kovacic 59′ Ötvös Bence 90+3′ |

| Szusza Ferenc Stadion, Budapest Nézőszám: 1984 Játékvezető: Pintér Csaba |

- Újpest: Nikolics – Szabó B. Csongvai, Diaby, Antonov – Mack, Onovo  ( Boumal 81'), Csoboth ( Ljujic 69'),, Simon K. ( Varga B. 81') – Katona M.  ( Lahne 69'), Gouré ( Tallo 75') Vezetőedző: Milos Kruscsics
- Kisvárda: Hindrich – Hej, Vranjanin, Kovacic, Leoni – Karabeljov ( Melnik 46'), Ötvös, Asani ( Navrátil 70'), Makowski ( Lucas 46'), Camaj ( Vida 46') – Mesanovic ( Ilievszki 80') Vezetőedző: Török László

| 2022. október 7. 20:05 10. forduló |

| Újpest FC              | 1-2               | Kecskeméti TE                    |
| ---------------------- | ----------------- | -------------------------------- |
| Abdoulaye Diaby 90+14' | (0-0) Jegyzőkönyv | Tóth Barna 55' Katona Bálint 80' |

| Szusza Ferenc Stadion, Budapest Nézőszám: 2852 Játékvezető: Andó-Szabó Sándor |

- Újpest:  Nikolics – Szabó B. ( Pauljevic 45+3'), Csongvai, Diaby, Antonov – Mack, Onovo ( Ljujic  68'), Csoboth ( Bjelos 83'), Simon K. ( Borello 79') – Katona M. ( Tallo 68'), Gouré Vezetőedző: Milos Kruscsics
- Kecskemét: Varga B.( Varga Á. 90+6')  – Nagy K. ( Grünwald 71'), Szabó A., Belényesi, Szalai G., Zeke – Szuhodovszki ( Mihajlo 90+7'), Vágó, Banó-Szabó ( Katona B. 71') – Tóth B., Szabó L. ( Djuranovics 83') Vezetőedző: Szabó István

| 2022. október 10. 19:00 4. forduló (pótlás) |

| MOL Fehérvár FC | 0-1               | Újpest FC            |
| --------------- | ----------------- | -------------------- |
|                 | (0-0) Jegyzőkönyv | Branko Pauljević 80' |

| MOL Aréna Sóstó, Székesfehérvár Nézőszám: 2352 Játékvezető: Farkas Ádám |

- Videoton: Kovács D. – Heister, Stopira ( Larsen 73'), Szerafimov, Nego – Fiola, Rúben P. ( Bamgboye 83'), Bumba ( Schön 71'), Houri ( Lirim M. Kastrati 60'), Dárdai P. ( Zivzivadze 74')  – Kodro Vezetőedző: Michael Boris
- Újpest: Nikolics – Szabó B., Csongvai, Diaby, Antonov – Mack ( Boumal 73'), Onovo, Simon K. ( Pauljevics 63'), Katona M., Csoboth ( Bjelos 87') – Gouré ( Tallo 74') Vezetőedző: Milos Kruscsics

| 2022. október 16. 13:45 11. forduló |

| Debreceni VSC                                                        | 4-1               | Újpest FC           |
| -------------------------------------------------------------------- | ----------------- | ------------------- |
| Dzsudzsák Balázs 18' Sós Bence 52' Varga József 77' Baráth Péter 90' | (1-1) Jegyzőkönyv | Simon Krisztián 31' |

| Nagyerdei stadion, Debrecen Nézőszám: 6114 Játékvezető: Antal Péter |

- Debrecen: Gróf – Ferenczi, Dreskovics, Lagator ( Romancsuk 80'), Kusnyír – Szécsi, Baráth P., Kiziridisz ( Sós B.'), Varga J. – Dzsudzsák ( Charleston 83'), Babunszki ( Bódi') Vezetőedző: Srdjan Blagojevics
- Újpest: Nikolics – Szabó B. ( Borello 74'), Csongvai, Diaby, Antonov – Mack, Onovo, Simon K. ( Pauljevics 74'), Katona M. ( Ljujic 74'), Csoboth ( Gouré 88') – Tallo Vezetőedző: Milos Kruscsics

| 2022. október 24. 18:00 12. forduló |

| Mezőkövesd Zsóry FC | 1-0               | Újpest FC |
| ------------------- | ----------------- | --------- |
| Stefan Dražić 46'   | (0-0) Jegyzőkönyv |           |

| Városi Stadion, Mezőkövesd Nézőszám: 1500 Játékvezető: Zierkelbach Péter |

- Mezőkövesd: Piscitelli – Vajda S., Lukic, Pillár, Kállai K. – Karnyicki ( Schmiedl 83'), Besirovics, Cseri ( Vadnai 77'), D. Babunszki – Drazsics, Molnár G. ( Brtan 77') Vezetőedző: Kuttor Attila
- Újpest: Nikolics – Szabó B. ( Pauljevics 61'), Csongvai, Diaby, Antonov –  Boumal ( Jakobi 78'), Mack, Simon K. ( Bjelos 83'), Katona M. ( Borello 84'), Csoboth – Gouré Vezetőedző: Milos Kruscsics

| 2022. október 30. 15:00 13. forduló |

| Újpest FC                                                                              | 3-3               | Puskás Akadémia FC                                                              |
| -------------------------------------------------------------------------------------- | ----------------- | ------------------------------------------------------------------------------- |
| Abdoulaye Diaby 24' Csoboth Kevin 33′ Nemanja Antonov 65' (11-esből) Csongvai Áron 83' | (1-1) Jegyzőkönyv | Jakov Puljić 11' Alexandru Băluță 45+1′ Sahab Zahedi 77, 87' Spandler Csaba 82′ |

| Szusza Ferenc Stadion, Budapest Nézőszám: 2323 Játékvezető: Bogár Gergő |

- Újpest: Nikolics – Szabó B., Csongvai, Diaby, Antonov – Mack ( Kastrati 60'), Pauljevics, Csoboth, Katona M. ( Bjelos 70'), Onovo – Gouré ( Tallo 70') Vezetőedző: Milos Kruscsics
- Felcsút: Tóth B. – Mezgrani, Spandler, Stronati, Nagy Zs. – Batik, Van Nieff ( Corbu 70'), Kiss T. ( Gruber 76'), Baluta, Brandon – Puljic ( Zahedi 76') Vezetőedző: Hornyák Zsolt

| 2022. november 5. 19:30 14. forduló |

| Zalaegerszegi TE FC                  | 1-0               | Újpest FC |
| ------------------------------------ | ----------------- | --------- |
| Szalay Szabolcs 23' Csóka Dániel 55′ | (1-0) Jegyzőkönyv |           |

| ZTE Aréna, Zalaegerszeg Nézőszám: 2412 Játékvezető: Erdős József |

- ZTE: Demjén – Csóka, Kálnoki-Kis, Mocsi, Huszti A. – Szendrei ( Kovács B. 90+6'), Tajti, Gegényi, Szalay Sz. ( Szafronov 59'), Ubochioma ( Májer 77') – Ikoba Vezetőedző: Dragóner Attila (mint sportigazgató)
- Újpest: Nikolics – Szabó B. ( Borello 72'), Csongvai, Diaby, Antonov – Pauljevics, Mack, Onovo ( Jakobi 72'), Katona M. Simon K. ( Ambrose 79') – Gouré ( Tallo 46') Vezetőedző: Milos Kruscsics

| 2022. november 9. 20:00 15. forduló |

| Újpest FC                         | 2-1               | MOL Fehérvár FC                             |
| --------------------------------- | ----------------- | ------------------------------------------- |
| Csoboth Kevin 8' Szabó Bálint 58' | (1-0) Jegyzőkönyv | Nikola Szerafimov 66' Funsho Bamgboye 90+4′ |

| Szusza Ferenc Stadion, Budapest Nézőszám: 2038 Játékvezető: Pintér Csaba |

- Újpest: Nikolcs – Antonov, Csongvai, Kastrati, Szabó B. – Mack ( Boumal 71'), Jakobi, Csoboth ( Simon K. 79'), Katona M. ( Bjelos 79'), Pauljevics – Gouré ( Jevtoszki 90+5') Vezetőedző: Milos Kruscsics
- Videoton: Kovács D. – Nego ( Bese'), Szerafimov, Fiola, Stopira – Pokorny, Lednev ( Dárdai P.'), Kastrati ( Funsho '), Houri, Schön ( Bumba 78') – Kodro  ( Szendrei 66') Vezetőedző: Huszti Szabolcs

| 2022. november 12. 16:00 16. forduló |

| Paksi FC                                           | 3-1               | Újpest FC         |
| -------------------------------------------------- | ----------------- | ----------------- |
| Papp Kristóf 44' Hahn János 48' Varga Barnabás 77' | (1-0) Jegyzőkönyv | Peter Ambrose 68' |

| Fehérvári úti stadion, Paks Nézőszám: 2500 Játékvezető: Vad II István |

- Paks: Nagy G. ( Simon B. 90+2') – Kinyik, Szélpál ( Hahn 31'), Kádár, Szabó J. – Papp, Balogh, Sajbán, Bőle ( Pesti 90+2'),  Szabó B. – Varga B. Vezetőedző: Waltner Róbert
- Újpest: Nikolics – Szabó B., Csongvai, Kastrati, Pauljevics ( Ambrose 59') – Mack, Katona, Jakobi – Borello ( Simon K. 53'), Gouré, Csoboth ( Ljujic 84') Vezetőedző: Milos Kruscsics

#### Tavaszi szezon
| 2023. január 29. 15:30 17. forduló |

| Újpest FC                                         | 2-1               | Budapest Honvéd FC         |
| ------------------------------------------------- | ----------------- | -------------------------- |
| Lirim Kastrati 61' Nemanja Antonov 75' (11-esből) | (0-1) Jegyzőkönyv | Nenad Lukić 30' (11-esből) |

| Szusza Ferenc Stadion, Budapest Nézőszám: 4044 Játékvezető: Karakó Ferenc |

- Újpest: Nikolics – Pauljevics ( Kastrati'), Csongvai, Hall, Antonov – Onovo, Jakobi – Simon K. ( Varga B.'), Katona, Csoboth ( Diaby 83') – Mudrinski ( Gouré 89') Vezetőedző: Milos Kruscsics
- Honvéd: Szappanos – Prenga, Csirkovics, Capan – Doka ( Krajcsovics 78'), Mitrovics, Plakuscsenko ( Gomis 78'), Benczenleitner – Samperio ( Jónsson 66'), Lukics ( Kerezsi 88'), Kocsis D. ( Domingues 66'.) Vezetőedző: Dean Klafurics

| 2023. február 5. 17:30 18. forduló |

| Ferencvárosi TC                            | 3-1               | Újpest FC                               |
| ------------------------------------------ | ----------------- | --------------------------------------- |
| Tim Hall 37' Marquinhos 70' Ryan Mmaee 85' | (1-0) Jegyzőkönyv | Ognjen Mudrinszki 55' Đorđe Nikolić 80′ |

| Groupama Aréna, Budapest Nézőszám: 18197 Játékvezető: Berke Balázs |

- Ferencváros: Dibusz –Civics, Knoester, S. Mmaee, Botka – Esiti ( Kwabena 61'), Besics,  A. Traoré, Tokmac ( Marquinhos 36'), Zachariassen – R. Mmaee ( Vécsei 89') Vezetőedző: Sztanyiszlav Csercseszov
- Újpest: Nikolics – Kastrati, Csongvai, Hall, Antonov – Onovo ( Boumal 75'), Jakobi, Csoboth ( Banai 84'), Katona, Varga B. ( Pauljevics 57') – Mudrinski ( Ambrose 84') Vezetőedző: Milos Kruscsics

| 2023. február 12. 17:30 19. forduló |

| Vasas SC | 0-1               | Újpest FC                            |
| -------- | ----------------- | ------------------------------------ |
|          | (0-0) Jegyzőkönyv | Csoboth Kevin 47' Hámori Tamás 90+7′ |

| Illovszky Rudolf Stadion, Budapest Nézőszám: 2980 Játékvezető: Pintér Csaba |

- Vasas: Uram – Szivacski, Otigba, Iyinbor ( Hegedűs 84'), Ódor ( Deutsch 84') – Márkvárt ( Holender 64'), Hidi P. – Hinora, Berecz, Zimonyi ( Radó') – Novothny ( Feczesin 76') Vezetőedző: Kondás Elemér
- Újpest: Banai – Pauljevic, Hall, Diaby, Antonov – Boumal – Varga B. ( Antzoulasz 75'), Szabó B., Jakobi ( Simon K. 70'), Csoboth ( Jevtoski 80') – Mudrinski Vezetőedző: Milos Kruscsics

| 2023. február 17. 20:00 20. forduló |

| Kisvárda FC                            | 2-1               | Újpest FC           |
| -------------------------------------- | ----------------- | ------------------- |
| Dominik Kovačić 35' Rafał Makowski 52' | (1-0) Jegyzőkönyv | Simon Krisztián 46' |

| Várkerti Stadion, Kisvárda Nézőszám: 1890 Játékvezető: Rúsz Márton |

- Kisvárda: Hindrich – Hej, Kovacic, Széles, Leoni ( Kravcsenko 91') – Karabeljov, Ötvös ( Melnyik 73') – Makowski, Ilievski ( Navrátil'), Camaj ( Vida 73') – Mesanovic ( Spasic 93') Vezetőedző: Török László
- Újpest: Nikolics – Pauljevic, Diaby, Hall, Antonov – Onovo, Jakobi – Varga B. ( Simon K.'), Szabó B. ( Gouré'), Csoboth ( Borello 79') – Mudrinski Vezetőedző: Milos Kruscsics

| 2023. február 26. 14:00 21. forduló |

| Kecskeméti TE        | 2-2               | Újpest FC                            |
| -------------------- | ----------------- | ------------------------------------ |
| Tóth Barna 83, 90+5' | (0-1) Jegyzőkönyv | Simon Krisztián 12' Varga Balázs 52' |

| Széktói Stadion, Kecskemét Nézőszám: 3751 Játékvezető: Derdák Marcell |

- Kecskemét: Varga B. – Nikitscher ( Zeke'), Nagy K. ( Májer 55'), Rjaszko, Hadaró ( Meszhi'), Belényesi – Vágó, Szuhovodszki, Banó-Szabó – Tóth B., Horváth K. ( Katona 56') Vezetőedző: Szabó István
- Újpest: Nikolics – Pauljevic, Mack ( Boumal 78'), Hall, Antzoulasz– Szabó B. ( Diaby 70'), Onovo – Varga B. ( Antonov 55'), Jakobi, Simon K. – Mudrinski ( Croizet 79') Vezetőedző: Milos Kruscsics

| 2023. március 5. 18:30 22. forduló |

| Újpest FC                               | 1-1               | Debreceni VSC                               |
| --------------------------------------- | ----------------- | ------------------------------------------- |
| Ognjen Mudrinszki 37' Miloš Kruščić 85′ | (1-1) Jegyzőkönyv | Branko Pauljević 17' Christian Manrique 60′ |

| Szusza Ferenc Stadion, Budapest Nézőszám: 3189 Játékvezető: Karakó Ferenc |

- Újpest: Nikolics – Pauljevic, Antzoulasz, Hall, Antonov – Mack ( Boumal 61'), Onovo, Jakobi ( Mörschel 69') – Varga B. ( Croizet 61'), Mudrinski, Csoboth ( Ambrose 82') Vezetőedző: Milos Kruscsics
- Debrecen: Milosevics – Varga J., Lagator, Deslandes, Ferenczi – Manrique, Loncar, Kiziridisz ( Szécsi 68') – Dzsudzsák ( Ojediran 68'), Sós ( Bódi 79') – D. Babunski ( Dreskovic 92') Vezetőedző: Srdjan Blagojevics

| 2023. március 12. 16:00 23. forduló |

| Újpest FC             | 1-0               | Mezőkövesd Zsóry FC |
| --------------------- | ----------------- | ------------------- |
| Ognjen Mudrinszki 10' | (1-0) Jegyzőkönyv | Lehoczky Roland 74′ |

| Szusza Ferenc Stadion, Budapest Nézőszám: 2547 Játékvezető: Andó-Szabó Sándor |

- Újpest: Nikolics – Pauljevic, Hall, Antzoulasz, Kastrati ( Croizet 61';  Varga B. 89') – Szabó B., Mack, Jakobi ( Onovo 81'), Csoboth ( Mucsányi 89') – Mörschel, Mudrinski ( Ambrose 61') Vezetőedző: Víg Péter (mint másodedző)
- Mezőkövesd: Piscitelli – Kállai, A. Lukic, Pillár, Beriasvili ( Ephestion'), Vajda – Da. Babunski ( Besirovic 76'), Brtan ( Lehoczky'), Nagy G. ( Márkus') – Molnár, Drazic ( Bobál G. 66') Vezetőedző: Kuttor Attila

| 2023. március 19. 15:30 24. forduló |

| Puskás Akadémia FC                                                         | 5-1               | Újpest FC        |
| -------------------------------------------------------------------------- | ----------------- | ---------------- |
| Marius Corbu 10' Lamin Colley 62,68' Luciano Slagveer 74' Sahab Zahedi 89' | (1-0) Jegyzőkönyv | Varga Balázs 83' |

| Pancho Aréna, Felcsút Nézőszám: 1840 Játékvezető: Vad II István |

- Felcsút: Markek – Bartolec, Golla, Spandler, Brandon – Plsek ( Baluta 84'), Favorov ( van Nieff 75'), Levi – Gruber ( Zahedi 75'), Colley ( Szolnoki 84'), Corbu ( Slagveer 57') Vezetőedző: Hornyák Zsolt
- Újpest: Nikolics – Pauljevic, Szabó B., Antzoulasz, Hall, Kastrati ( Boumal 61') – Mörschel ( Onovo'), Jakobi, Mack ( Croizet 61') – Mudrinski ( Ambrose 78'), Csoboth ( Varga B. 78') Vezetőedző: Milos Kruscsics

| 2023. április 1. 15:00 25. forduló |

| Újpest FC                 | 3-2               | Zalaegerszegi TE FC                        |
| ------------------------- | ----------------- | ------------------------------------------ |
| Csoboth Kevin 29, 47, 75' | (1-0) Jegyzőkönyv | Jorgosz Anculasz 62' Meshack Ubochioma 66' |

| Szusza Ferenc Stadion, Budapest Nézőszám: 3338 Játékvezető: Káprály Mihály |

- Újpest: Nikolics – Pauljevic, Antzoulasz, Hall, Kastrati ( Mack 88')  – Onovo, Boumal ( Diaby 88'), Varga B. ( Jakobi 62'), Croizet ( Mörschel 63'),  Csoboth – Mudrinski ( Gouré 23') Vezetőedző: Nebojsa Vignjevics
- Zalaegerszeg: Demjén – Lesjak ( Huszti 85'), Csóka, Mocsi, Gergényi – Tajti, Safronov ( Szendrei 46'), Kovács B. ( Németh D. 86') – Ubochioma, Ikoba, Szalay ( Klausz 59') Vezetőedző: Ricardo Moniz

| 2023. április 8. 17:00 26. forduló |

| MOL Fehérvár FC | 0-0               | Újpest FC |
| --------------- | ----------------- | --------- |
|                 | (0-0) Jegyzőkönyv |           |

| MOL Aréna Sóstó, Székesfehérvár Nézőszám: 4953 Játékvezető: Pintér Csaba |

- Videoton: Kovács D. – Bese, Csongvai, Stopira, Heister – Pokorny ( Christensen 58'), Flores – Kastrati ( Nego 81'), Dárdai, Katona M. ( Makarenko') – Kodro Vezetőedző: Bartosz Grzelak
- Újpest: Nikolics – Kastrati, Hall, Antzoulasz, Pauljevic – Jakobi ( Mack 63'), Boumal ( Jevtoski 63'), Onovo – Varga B. ( Ambrose 63'), Csoboth – Gouré Vezetőedző: Nebojsa Vignjevics

| 2023. április 16. 18:00 27. forduló |

| Újpest FC                                                          | 3-2               | Paksi FC                           |
| ------------------------------------------------------------------ | ----------------- | ---------------------------------- |
| Fernand Gouré 7' Heinz Mörschel 49' Nemanja Antonov 85' (11-esből) | (2-1) Jegyzőkönyv | Varga Barnabás 31' (11-esből), 52' |

| Szusza Ferenc Stadion, Budapest Nézőszám: 3184 Játékvezető: Vad II István |

- Újpest: Nikolics – Pauljevic, Antzoulasz, Hall, Kastrati ( Antonov 68')  – Onovo, Boumal ( Mack 57'), Varga B. ( Jakobi 67'), Mörschel ( Ambrose 68'),  Csoboth – Gouré ( Diaby 88') Vezetőedző: Nebojsa Vignjevics
- Paks: Nagy G. – Szélpál, Kádár, Vas ( Haris 79') – Osváth ( Skribek 87'), Papp K., Balogh B. ( Sajbán'), Gyurkits, Szabó J. – Varga B., Hahn ( Böde 73') Vezetőedző: Bognár György

| 2023. április 21. 20:00 28. forduló |

| Budapest Honvéd FC | 0-1               | Újpest FC         |
| ------------------ | ----------------- | ----------------- |
|                    | (0-0) Jegyzőkönyv | Fernand Gouré 89' |

| Bozsik Aréna, Budapest Nézőszám: 6284 Játékvezető: Berke Balázs |

- Honvéd: Szappanos – Prenga, Lovric, Capan – Eördögh ( Doka 62'), Mitrovic, Gomis ( Keresztes 84'), Tamás ( Benczenleitner  72') – Ennin ( Zsótér 72'), Lukic, Kocsis ( Jonsson 62') Vezetőedző: Dean Klafurics
- Újpest: Nikolics – Pauljevic, Antzoulasz, Hall, Kastrati  – Onovo, Boumal ( Mack 92'), Varga B. ( Antonov 62'), Mörschel ( Jakobi 62'),  Csoboth ( Diaby 93') – Gouré (  Ambrose 82') Vezetőedző: Nebojsa Vignjevics

| 2023. május 1. 18:00 29. forduló |

| Újpest FC                               | 2-3               | Ferencvárosi TC                          |
| --------------------------------------- | ----------------- | ---------------------------------------- |
| Fernand Gouré 41' Simon Krisztián 90+3' | (1-1) Jegyzőkönyv | Amer Gojak 24 ,55' Lisztes Krisztián 60' |

| Szusza Ferenc Stadion, Budapest Nézőszám: 11109 Játékvezető: Bogár Gergő |

- Újpest: Nikolics – Antonov ( Diaby 83'), Antzoulasz, Hall, Kastrati  – Onovo, Boumal ( Mack 74'), Pauljevic ( Jakobi 65'), Mörschel ( Simon K. 65'),  Csoboth ( Ambrose 83') – Gouré Vezetőedző: Nebojsa Vignjevics
- Ferencváros: Dibusz – Pászka ( Botka'), Kovacevic ( S. Mmaee 38'), Knoester, Civic ( Abena 88') – Gojak, Baráth P. – Tokmac ( Lisztes'), Taroré, Marquinhos – Owusu ( Vécsei 80') Vezetőedző: Sztanyiszlav Csercseszov

| 2023. május 6. 14:00 30. forduló |

| Újpest FC            | 1-1               | Vasas SC           |
| -------------------- | ----------------- | ------------------ |
| Jorgosz Anculasz 42' | (1-1) Jegyzőkönyv | Holender Filip 37' |

| Szusza Ferenc Stadion, Budapest Nézőszám: 3880 Játékvezető: Karakó Ferenc |

- Újpest: Nikolics – Kastrati ( Borello 79'), Antzoulasz, Diaby, Antonov – Mack ( Boumal 57'), Onovo – Simon K. ( Ambrose 57'), Varga B. ( Mörschel 71'), Csoboth – Gouré ( Pauljevic 58') Vezetőedző: Nebojsa Vignjevics
- Vasas: Szivacski, Otigba ( Iyinbor'), Baráth B., Silye – Hinora ( Cipf 83'), Berecz, Urblík ( Hidi M. 83'), Szilágyi ( Ódor 60') – Holender ( Hidi P. 70'), Novothny Vezetőedző: Desits Szilárd

| 2023. május 14. 15:30 31. forduló |

| Kisvárda FC                          | 2-0               | Újpest FC                |
| ------------------------------------ | ----------------- | ------------------------ |
| Matheus Leoni 67' Mario Ilievski 79' | (0-0) Jegyzőkönyv | Georgiosz Antzoulasz 21′ |

| Várkerti Stadion, Kisvárda Nézőszám: 2670 Játékvezető: Erdős József |

- Kisvárda: Petkovic – Hej ( Camaj 60'), Széles, Jovicic, Alic ( Leoni 55') – Karabeljov, Melnyik – Makowski, Lucas ( Ötvös 83') – Spasic ( Ilievski 55') – Mesanovic Vezetőedző: Milos Kruscsics
- Újpest: Nikolics – Pauljevic, Antzoulasz, Diaby, Antonov ( Kastrati 66') – Szabó B. ( Jevtoski 66'), Onovo – Boumal, Varga B. ( Diaby 24'), Mucsányi ( Csoboth') – Gouré ( Ambrose 66') Vezetőedző: Nebojsa Vignjevics

| 2023. május 21. 17:30 32. forduló |

| Újpest FC                               | 3-0               | Kecskeméti TE                  |
| --------------------------------------- | ----------------- | ------------------------------ |
| Heinz Mörschel 38' Fernand Gouré 45,55' | (2-0) Jegyzőkönyv | Mihajlo Viktorovics Rjasko 83′ |

| Szusza Ferenc Stadion, Budapest Nézőszám: 4292 Játékvezető: Farkas Ádám |

- Újpest: Banai – Kastrati ( Simon K. 34'), Antonov, Fehér – Pauljevic, Jevtoszki ( Szabó B. 66'), Boumal ( Varga B. 75'), Onovo, Mörschel ( Ambrose 75'), Csoboth – Gouré ( Mack 75') Vezetőedző: Nebojsa Vignjevics
- Kecskemét: Varga B. – Szalai G., Belényesi ( Polyák 57'), Szabó A. ( Rjaskó') – Nagy K. ( Grünvald 72'), Katona B. ( Katona M.'), Vágó, Szuhodovszki ( Májer ') – Banó-Szabó, Tóth B. Vezetőedző: Szabó István

| 2023. május 27. 20:00 33. forduló |

| Debreceni VSC                            | 2-0               | Újpest FC |
| ---------------------------------------- | ----------------- | --------- |
| Dušan Lagator 26' Christian Manrique 52' | (1-0) Jegyzőkönyv |           |

| Nagyerdei stadion, Debrecen Nézőszám: 14000 Játékvezető: Bogár Gergő |

- Debrecen: Megyeri – Kusnyír, Dreskovic, Romancsuk, Ferenczi – Lagator, Loncar ( Dzsudzsák 90') – Varga K. ( Szécsi'), Manrique ( Bárány 90'), Bódi ( Kiziridisz 80') – Do. Babunszki ( Mance 80') Vezetőedző: Srdjan Blagojevics
- Újpest: Banai – Andzulasz, Diaby, Fehér ( Kovács D. 89') – Pauljevic, Onovo, Boumal, Mörschel ( Jevtoski 57'), Antonov ( Ambrose 57') – Csoboth ( Mucsányi 77'), Gouré ( Simon K. 57') Vezetőedző: Nebojsa Vignjevics

## Magyar Kupa

### Mérkőzések
| 2022. szeptember 17. 13:00 3. forduló |

| Mátészalkai MTK | 1-6               | Újpest FC |
| --------------- | ----------------- | --- |
| Sárosi Máté 8'  | (1-3) Jegyzőkönyv | Csongvai Áron 21' Csoboth Kevin 24' Fernand Gouré 41' Dženan Bureković 62' Matija Ljujić 75' Varga Balázs 82' (11-esből) |

| Mátészalkai Városi Sporttelep, Mátészalka Játékvezető: Kovács Imre |

- Mátészalka: Szilágyi P. ( Budaházi M. 46') – Szánthó Z. ( Lyáh A. 75'), Huszti P., Sárosi M. ( Szokolai M. 87'), Csáki J. ( Drabik M. 87'), Gergely M., Magyari M., Bodó L., Gergely B. ( Paragh M. 75'), Budaházi L., Fejes J. Vezetőedző: Kiss Tamás
- Újpest: Nikolics – Szabó B. ( Varga B. 65'), Csongvai, Diaby, Burekovics, – Mack, Onovo ( Pauljevics 46'), Simon K. ( Radosevics 65'), Katona M. ( Ljujic 46'), Csoboth ( Lahne 46') – Gouré Vezetőedző: Milos Kruscsics

| 2022. október 19. 17:00 4. forduló |

| FC Ajka              | 1-3               | Újpest FC                               |
| -------------------- | ----------------- | --------------------------------------- |
| Jagodics Bence 45+1' | (1-1) Jegyzőkönyv | Csongvai Áron 18' Fernand Gouré 50, 61' |

| Ajkai Városi Sportcentrum, Ajka Nézőszám: 3500 Játékvezető: Rúsz Márton |

- Ajka: Szabados – Csemer, Görgényi ( Zsolnai R. 73'), Jagodics, Fodor P. ( Csizmadia Z. 46'), Kovács N. – Kenderes Z., Vogyicska ( Gaál 58'), Tajthy T., Sejben V. ( Tar Zs. 58') – Dragóner ( Molnár M. 73') Vezetőedző: Kis Károly
- Újpest: Nikolics – Pauljevics, Csongvai, Diaby, Antonov, – Mack ( Onovo 73'), Boumal, Ljujic ( Bjelos 73'), Borello ( Simon K. 58'), Csoboth ( Lahne 85') – Gouré ( Tallo 73') Vezetőedző: Milos Kruscsics

| 2023. február 9. 19:00 5. forduló (nyolcaddöntő) |

| Puskás Akadémia FC                                                                 | 0 – 0 (h. u.)       | Újpest FC                                                                               |
| ---------------------------------------------------------------------------------- | ------------------- | --------------------------------------------------------------------------------------- |
|                                                                                    | (0 – 0) Jegyzőkönyv |                                                                                         |
| Büntetőpárbaj                                                                      |                     |                                                                                         |
| Jakov Puljić Yoell van Nieff Marius Corbu Gruber Zsombor Artem Favorov Batik Bence | 5 – 4               | Petrus Boumal Simon Krisztián Nemanja Antonov Katona Mátyás Csongvai Áron Fernand Gouré |

| Pancho Aréna, Felcsút Nézőszám: 1720 Játékvezető: Bogár Gergő |

- Felcsút: Markek – Bartolec ( Slagveer 88'), Spandler,  Stronati, Nagy Zs. ( Brandon 106') –  Batik – Levi ( Van Nieff 94'), Favorov, Baluta ( Gruber 74'), Corbu – Zahedi ( Pulijc 60'). Vezetőedző: Hornyák Zsolt
- Újpest: Nikolics – Pauljevics, Kastrati ( Csongvai 50'), Diaby, Antonov – Onovo ( Simon K. 83'), Hall – Csoboth ( Varga B. 112') Katona M., Jakobi ( Boumal 68') – Mudrinski ( Gouré 91') Vezetőedző: Milos Kruscsics